# Димитър Бочев (писател)
Вижте пояснителната страница за други личности с името Димитър Бочев.
Димитър Върбанов Бочев е български писател и журналист.

## Биография
Роден е на 13 август 1944 г. в Силистра. Следва философия в Софийския университет. Принуден е през 1972 г. по политически причини да напусне България и се установява в Западна Германия, където получава политическо убежище. Работи като редовен извънщатен сътрудник на радио „Дойче Веле“, където си дели есеистичните понеделници на българската емисия с писателя Георги Марков. От 1975 г. е програмен редактор в българската редакция на радио „Свободна Европа“. През 1976 г. е осъден задочно в България на 10 години затвор. Присъдата е отменена от Върховния съд в София през 1992 г.

## Журналистика
През 90-те години на 20 век работи като кореспондент на радио „Свободна Европа“ в София. Води есеистични рубрики във вестниците „Демокрация“, „Труд“ и „Стандарт“. Писал е и за руското издание на списанието на Солженицин „Континент“ и е съавтор на редица документални филми с културно-политическа тематика, изготвени за британската, френската и холандската национална телевизия.

## Творчество
Автор е на романите „Междинно кацане“ (1991), „Генезис ІІ“ (1997) и „Синеокият слепец“ (1997), както и сборника есета „Хомо емигрантикус“ (1993). През 1997 г. романът му „Синеокият слепец“ печели Специалната награда на фондация „Развитие“ за нов български роман. В литературната периодика публикува сборника есета „Боготърсачът между беса и слепотата“, романите „Белият слон“ и „Опит за екстаз“ и сборника „Несъгласни думи“. Част от текстовете на сборника са посветени на съдържателните му отношения с Георги Марков, Асен Игнатов, Тончо Жечев, Атанас Славов, Христо Огнянов, Желю Желев.
Димитър Бочев е удостоен с Юбилейната награда на Международната академия на изкуствата – Париж (МАИ) за 1999 година. Член е на МАИ и на Съюза на баварските журналисти.
| „ | За модерните държави едва ли има нещо по-пагубно от повсеместното меркантилизиране на духовните ценности. | “ |